# 2001 WN5

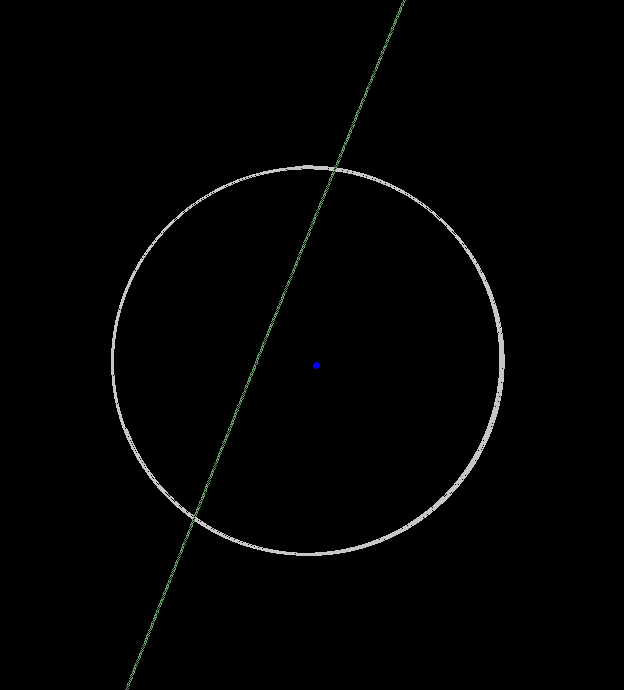
2001 WN5

(153814) 2001 WN5 eller 2001 WN5 är en asteroid upptäckt 20 november 2001 av Lowell Observatory Near-Earth-Object Search vid Anderson Mesa.
Omloppsbanan ligger bara 310 000 kilometer från jordens. Det kan jämföras med avståndet till månen: 384 000 kilometer. Sannolikheten för att den ska träffa jorden år 2133 beräknas vara en på 91 000. En eventuell kollision skulle motsvara explosionen av 17 000 megaton trotyl.